# 庫爾特冰川
69°20′S 71°47′W / 69.333°S 71.783°W
庫爾特冰川（英語：Coulter Glacier）是南極洲的冰川，位於亞歷山大一世島北部，全長9公里，發源自阿弗爾山脈，最終注入拉扎列夫灣，由美國探險隊拍攝照片照片。